# Женская сборная Новой Зеландии по волейболу
Женская национальная сборная Новой Зеландии по волейболу (англ. New Zealand women's national volleyball team) — представляет Новую Зеландию на международных волейбольных соревнованиях. Управляющей организацией выступает ассоциация Volleyball New Zealand (VNZ).

## История
Волейбол в Новой Зеландии появился в 1954 году благодаря группе иммигрантов из Европы. Тогда же были образованы первые клубы. В 1967 основана Федерация волейбола Новой Зеландии (ныне ассоциация Volleyball New Zealand), в 1970 вступившая в Международную федерацию волейбола (ФИВБ). С 1968 года проводятся чемпионаты Новой Зеландии среди мужчин и женщин.
Дебют женской сборной Новой Зеландии в официальных соревнованиях состоялся в 1973 году, когда она приняла участие в первом чемпионате Океании, прошедшем в австралийском Сиднее. На нём новозеландские волейболистки заняли второе место, показав такой же результат и через три года на втором первенстве Океании, прошедшем уже в новозеландском Нельсоне. В дальнейшем в подобных соревнованиях от Новой Зеландии как правило участвовала одна из клубных команд страны.
В 1975 году в Австралии (в Мельбурне) был проведён первый чемпионат Азии, в котором кроме азиатских сборных участвовали и представители Океании — сборные Австралии и Новой Зеландии. В своём дебютном матче на турнире новозеландские волейболистки в трёх сетах уступили хозяйкам соревнований. Затем последовали ещё три поражения с одинаковым счётом 0:3 от Южной Кореи, Китая и Японии. Итогом стало 5-е (последнее) место.
В последующие годы сборная Новой Зеландии ещё 10 раз принимала участие в чемпионатах Азии. Лучший результат на этих турнирах новозеландки показали в 1987 году, сумев занять высокое 4-е место. Столь успешное выступление дало возможность новозеландским волейболисткам в мае следующего года стартовать на олимпийском квалификационном турнире в итальянском Форли, где они уже ничего не смогли противопоставить своим соперникам, проиграв «всухую» сборным Италии, СССР, Канады и Бразилии. Трижды сборная Новой Зеландии участвовала и в отборочных турнирах чемпионатов мира, но безуспешно.
В настоящее время волейбол в Новой Зеландии уступает в популярности целому ряду игровых видов спорта, прежде всего регби, крикету, футболу и баскетболу.

## Результаты выступлений и составы

### Олимпийские игры
Сборная Новой Зеландии участвовала в одном олимпийском квалификационном турнире.
- 1988 — не квалифицировалась

### Чемпионаты мира
Сборная Новой Зеландии участвовала в трёх отборочных турнирах турнирах чемпионатов мира.
- 1986 — не квалифицировалась
- 2010 — не квалифицировалась
- 2014 — не квалифицировалась

- 2010 (квалификация): Гальпери Стенхаус, Надя Нг-вун, Мари-Клэр Брехо, Леса Лага, Мишель Кенни, Шанталь Тунг, Жанель Фрэзер, Тайна Сэведж, Николь Ярдли, Ребекка Тоомага, Криста Уайтвуд, Дебора Хилл, Линдсей Хатненс, Лайза Клаассен. Тренер — Шелли Эддисон.
- 2014 (квалификация): Джессика Кларкин, Анета Бакли, Лайза Клаассен, Кимберли Смит, Ваоваи Аионо, Анна Мориарти, Ким Вирсма, Кимберли Чин, Оливия Макдональд, Клаудия ван Вельтховен, Рашель Ярдин. Тренер — Холлис Палелеи.

### Чемпионат Азии
| - 1975 — 5-е место - 1979 — не участвовала - 1983 — 9-е место - 1987 — 4-е место - 1989 — не участвовала - 1991 — 10-е место - 1993 — 11-е место - 1995 — 7-е место - 1997 — не участвовала - 1999 — не участвовала - 2001 — 8-е место | - 2003 — 10-е место - 2005 — не участвовала - 2007 — 10-е место - 2009 — не участвовала - 2011 — не участвовала - 2013 — не участвовала - 2015 — не участвовала - 2017 — 12-е место - 2019 — 12-е место - 2023 — не участвовала |

- 2003: Ронда Фелунг, Джейн Андерсон, Анна Скарлетт, Анна Мориарти, Кэрол Сколток, Софи Сэвилл, Анна Дональдсон, Леса Лага, Сара Браун, Дебби Хилл, Тайна Сэведж. Тренер — Шэлли Эддисон.
- 2017: Териса Маулоло, Луиза Джайлс-Бейкер, Саманта Кординг, Феникс Паниора, Даниэль Туагалу, Эбби Мередит, Лорен Флёри, Стэси Ниао, Мелисса Кэрнс, Кэти Адамсон, Маргарет Лафаэле, даниэль Пьерс, Франсеска Эдмондсон. Тренер — Алистер Маккензи.
- 2019: Макарета Рейдмекерс, Луиза Джайлс-Бейкер, Эшли Хэнкок, Лорен Флёри, Кимберли Смит, Тамара Отене, Дэниэль Куигли, Стэси Ниао, Габриэла Эдмондсон, Кэтрин Адамсон, Элла Фергюсон, Реней Арсем, Франсеска Эдмондсон. Тренер — Ричард Кэсатт.

## Состав
Сборная Новой Зеландии в чемпионате Азии 2019.
| №  | Имя, фамилия        | Год рождения | Рост | Амплуа      | Клуб                          |
| -- | ------------------- | ------------ | ---- | ----------- | ----------------------------- |
| 1  | Макарета Рейдмекерс | 1994         | 172  | связующая   | «Ширли Силвербэкс» Крайстчерч |
| 2  | Луиза Джайлс-Бейкер | 1994         | 187  | центральная | «Ширли Силвербэкс» Крайстчерч |
| 3  | Эшли Хэнкок         | 1991         | 177  | связующая   | «Ширли Силвербэкс» Крайстчерч |
| 4  | Лорен Флёри         | 1983         | 175  | либеро      | «Кэпитэл Вулвз» Веллингтон    |
| 5  | Кимберли Смит       | 1985         | 176  | нападающая  | «Ширли Силвербэкс» Крайстчерч |
| 6  | Тамара Отене        | 2001         | 184  | нападающая  | «Норт Харбор Рэйдерс» Окленд  |
| 7  | Дэниэль Куигли      | 1993         | 176  | нападающая  | «Норт Харбор Рэйдерс» Окленд  |
| 8  | Стэси Ниао          | 1992         | 178  | нападающая  | «Ширли Силвербэкс» Крайстчерч |
| 9  | Габриэла Эдмондсон  | 1996         | 178  | либеро      | «Ширли Силвербэкс» Крайстчерч |
| 10 | Кэтрин Адамсон      | 1993         | 181  | центральная | «Ширли Силвербэкс» Крайстчерч |
| 16 | Элла Фергюсон       | 2000         | 183  | центральная | «Ширли Силвербэкс» Крайстчерч |
| 18 | Реней Арсем         | 1997         | 183  | нападающая  | «Норт Харбор Рэйдерс» Окленд  |
| 20 | Франсеска Эдмондсон | 1991         | 185  | нападающая  | «Ширли Силвербэкс» Крайстчерч |

- Главный тренер — Ричард Кэсатт.
- Тренеры — Мэри Эдмондсон, Оливия Роулинсон.